# Departamento de Archivos e Historia de Alabama
El Departamento de Archivos e Historia de Alabama (DAHA) es el depósito oficial de registros de archivo del estado estadounidense de Alabama. Bajo la dirección de Thomas M. Owen, su fundador, la agencia recibió fondos estatales mediante una ley de la Legislatura de Alabama el 27 de febrero de 1901. Su misión principal es la recopilación y conservación de archivos, documentos y objetos relacionados con la historia del estado. Fue la primera agencia de archivos estatal independiente financiada con fondos públicos en los Estados Unidos. Posteriormente se convirtió en un modelo para el establecimiento de archivos en otros estados. Hoy en día, la agencia identifica, conserva y hace accesibles los registros y artefactos importantes para la historia del estado y sirve como depósito oficial de registros creados por las agencias estatales de Alabama. 

## Edificio y exhibiciones
El Departamento de Archivos e Historia se instaló en el antiguo guardarropa del Senado en el Capitolio del Estado de Alabama después de su creación en 1901. Luego se trasladó a la nueva ala sur del Capitolio tras su finalización en 1906. Un edificio separado fue concebido por primera vez en 1918 por Thomas McAdory Owen, el primer director de los Archivos. Sin embargo, la financiación no estuvo disponible hasta la década de 1930, cuando la siguiente directora, Marie Bankhead Owen (esposa de Thomas), pudo obtener el capital necesario de la Works Progress Administration.
El edificio neoclásico de tres pisos se construyó entre 1938 y 1940. El ala este se completó en 1970 y la oeste en 2005. El ala oeste agregó 60 000 pies cuadrados (5574 m²)  de nuevo espacio al edificio. Las puertas de bronce originales de la entrada al edificio por la avenida Washington, fueron diseñadas por el artista Nathan Glick. Representan ocho escenas de la historia de Alabama. Después de muchos años de uso, fueron trasladadas al Vestíbulo Ocllo S. Malone en la nueva ala oeste. El primer y segundo piso del edificio de Archivos cuentan con paredes revestidas de mármol blanco de Alabama. 
El primer piso contiene el vestíbulo original de la entrada de la avenida Washington, que cuenta con un techo artesonado con molduras doradas y medallones en el techo. Otras características del primer piso son la sala de estatuas, el cuarto de investigaciones, varios auditorios, una tienda de regalos y el Vestíbulo de Ocllo Malone.

### Museo de Alabama
El segundo y tercer piso contienen el Museo de Alabama. Los retratos de personas que contribuyeron a la historia del estado están ubicados en varios lugares de ambos pisos. El segundo piso contiene exhibiciones que muestran las marchas de Selma a Montgomery, la historia de los nativos americanos en el estado desde la era precolombina hasta la expulsión de los indios, y la historia de la guerra que involucró a los habitantes de Alabama desde el período colonial francés hasta la guerra de Vietnam. La Galería de Muestras de Alabama contiene objetos relacionados con Alabama que van desde ropa del siglo XIX hasta una guitarra propiedad de Hank Williams. La galería tiene una sección que realiza actividades para niños, relacionadas con la historia. El tercer piso alberga pinturas y esculturas.

## Directores
El departamento ha tenido seis directores desde sus inicios. Thomas McAdory Owen sirvió desde 1901 hasta su muerte en 1920. Fue sucedido por Marie Bankhead Owen, su esposa, quien estuvo en el cargo hasta su retiro en 1955. Peter A. Brannon fue director de 1955 a 1967, seguido por Milo Howard. Howard fue director hasta que Edwin Bridges asumió el cargo en 1982 hasta su retiro en 2012. Su sucesor, Steve Murray, fue nombrado en agosto de 2012.